# Jona Efoloko
Jona Efoloko (né le 23 septembre 1999) est un athlète britannique, spécialiste du sprint.
Entraîné par John Smith, son club est le Sale Harriers de Manchester. Il remporte le titre du 200 m lors des Championnats du monde juniors à Tampere, en établissant son record personnel en 20 s 48.
Il remporte la médaille de bronze du relais 4 × 100 m des championnats du monde 2022, à Eugene, derrière le Canada et  les États-Unis.

## Palmarès
| Épreuve | Performance | Lieu   | Date            |
| ------- | ----------- | ------ | --------------- |
| 4x100 m | 37 s 38     | Eugene | 23 Juillet 2022 |

## Records
| Épreuve | Performance | Lieu                | Date          |
| ------- | ----------- | ------------------- | ------------- |
| 200 m   | 20 s 44     | Clermonte (Floride) | 20 Avril 2024 |